# Алма (Вісконсин)
Алма (англ. Alma) — місто (англ. city) в США, в окрузі Баффало штату Вісконсин. Населення — 1033 особи (2020).

## Назва
Назва міста походить від переможної битви на Альмі, в якій об'єднані сили Британії, Франції та Османської Туреччини завдали відчутної поразки загарбницьким військам російської імперії, призупинивши московську екеспансію на південь.

## Географія
Алма розташована за координатами 44°20′7″ пн. ш. 91°54′58″ зх. д. / 44.33528° пн. ш. 91.91611° зх. д. (44.335348, -91.916103).  За даними Бюро перепису населення США в 2010 році місто мало площу 20,48 км², з яких 13,64 км² — суходіл та 6,84 км² — водойми.

## Демографія
Згідно з переписом 2010 року, у місті мешкала 781 особа в 386 домогосподарствах у складі 202 родин. Густота населення становила 38 осіб/км².  Було 488 помешкань (24/км²).
Расовий склад населення:
| - 98,5 % — білих - 0,4 % — корінних американців - 0,1 % — чорних або афроамериканців - 0,1 % — азіатів |

До двох чи більше рас належало 0,9 %. Частка іспаномовних становила 0,6 % від усіх жителів.
За віковим діапазоном населення розподілялося таким чином: 15,4 % — особи молодші 18 років, 57,1 % — особи у віці 18—64 років, 27,5 % — особи у віці 65 років та старші. Медіана віку мешканця становила 50,3 року. На 100 осіб жіночої статі у місті припадало 103,9 чоловіків;  на 100 жінок у віці від 18 років та старших — 100,9 чоловіків також старших 18 років.
Середній дохід на одне домашнє господарство  становив 54 801 долар США (медіана — 39 239), а середній дохід на одну сім'ю — 72 565 доларів (медіана — 62 788). Медіана доходів становила 41 190 доларів для чоловіків та 39 375 доларів для жінок. За межею бідності перебувало 7,0 % осіб, у тому числі 3,7 % дітей у віці до 18 років та 9,9 % осіб у віці 65 років та старших.
Цивільне працевлаштоване населення становило 274 особи. Основні галузі зайнятості: освіта, охорона здоров'я та соціальна допомога — 20,8 %, виробництво — 13,9 %, роздрібна торгівля — 13,1 %.